# Parcul Național Channel Islands
Parcul Național Channel-Islands se află pe 5 insule (Santa Barbara, Anacapa, Santa Cruz, Santa Rosa și San Miguel) care fac parte din grupul de insule, numite Channel sau insulele Santa-Barbara. Insulele sunt situate în Pacific în apropiere de coasta Californiei. Parcul se întinde pe o suparafață de 1009,10 km², din care jumătate este ocupată de apă. Pe teritoriul parcului se află o floră și faună bogată constituită din peste 2000 de specii plante și animale din care 145 de specii sunt existente numai aici. 